# گاسپرا ۹۵۱

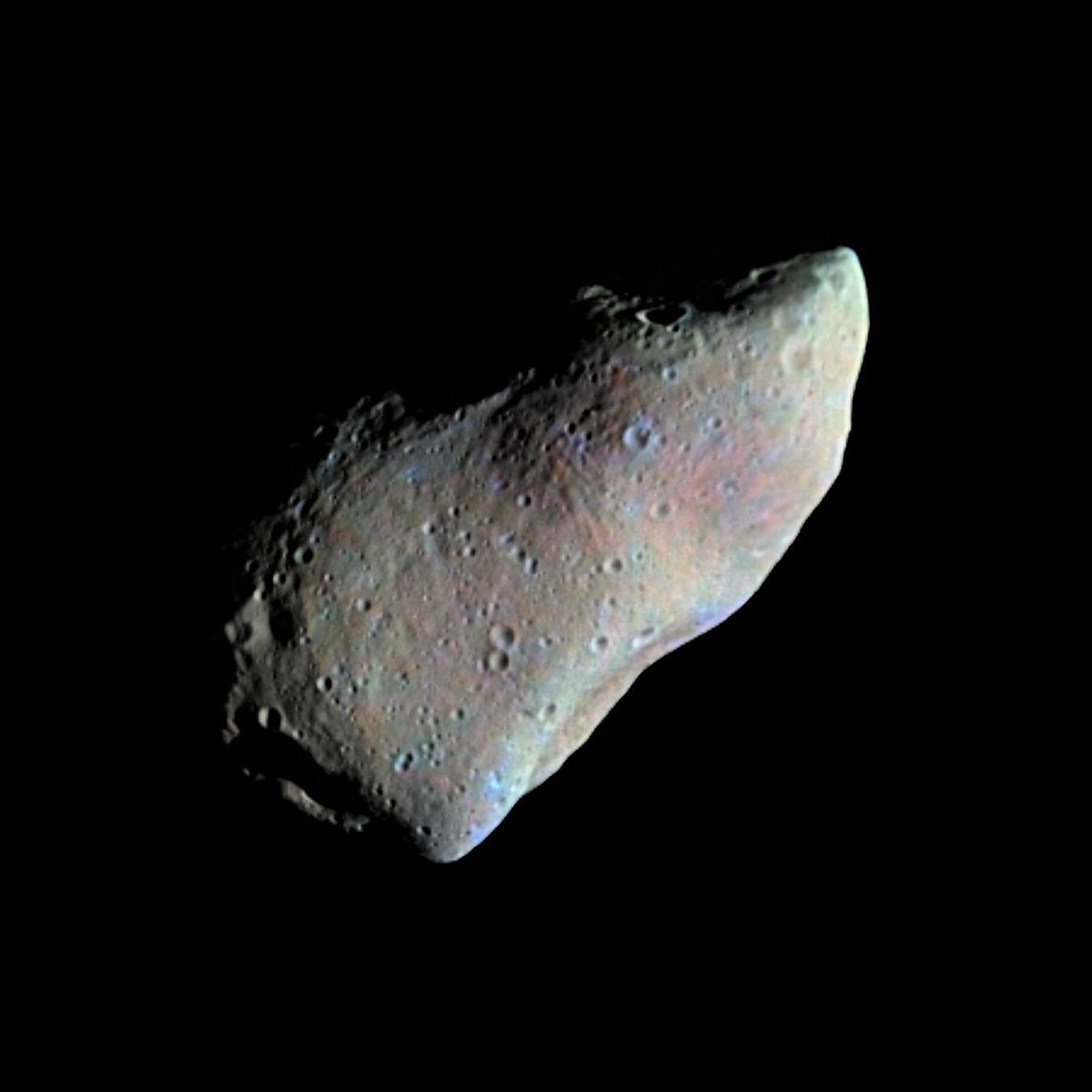
سیارک ۹۵۱ معروف به گاسپرا، که در سال ۱۹۹۱ توسط فضاپیمای گالیله از آن بازدید شد نمونه‌ای از «تکه‌سنگ‌ها»یی است که در دورهٔ آخرین بمباران سنگین باعث ایجاد دهانه‌های برخوردی بر سیاره‌های منطومه خورشیدی شدند.

سیارک ۹۵۱ (به انگلیسی: 951 Gaspra، نامگذاری:1916S45) معروف به گاسپرا، نهصد و پنجاه و یکمین سیارک کشف شده‌است که در ۳۰ ژوئیه ۱۹۱۶ و در رصدخانه سایمیز کشف شد.
قدر مطلق سیارک برابر ۱۱٫۴۶ است.